# Proceroplatus whitfieldi
Proceroplatus whitfieldi är en tvåvingeart som beskrevs av Loïc Matile 1974. Proceroplatus whitfieldi ingår i släktet Proceroplatus och familjen platthornsmyggor.
Artens utbredningsområde är Centralafrikanska republiken. Inga underarter finns listade i Catalogue of Life.